# Patrick Mphephu
Patrick Ramaano Mphephu (* 1924 in Dzanani Mphephu; † 17. April 1988) war Chief der Vhailafuri und der Singo sowie der erste Präsident des Homelands Venda.
Seine Schulzeit verbrachte er an der Siloam School und an der Tshakuma School. Mphephu fungierte seit 1950 als Chief der Vhailafuri und der Singo. 1959 übernahm er den Vorsitz der Ramabulana School Commission und war seit 1961 im Aufsichtsrat der University of the North vertreten. 1962 gelangte er durch eine Wahl in den Vorsitz der Thoho-ya-Ndou Territorial Authority, die Verwaltungsbehörde des Venda-Reserve.
Als die südafrikanische Regierung begann, ihre Homelandpolitik umzusetzen, wurde Mphephu als Oberster Häuptling (King Mphephu III.) des Stammes der Venda am 1. Juni 1971 zunächst First Chief Councillor in der Venda Legislative Assembly und am 1. Februar 1973 Chief Minister des Homelands Venda. Nach den Wahlen im August 1973 trat er von dieser Funktion zurück. Mit der Entlassung des Landes in die formelle Unabhängigkeit von Südafrika am 13. September 1979 erhielt er den Titel des Präsidenten. Als Präsident war er zugleich Vorsitzender der Venda National Party, der  in Venda herrschenden Partei. Er lehnte 1980 einen Zusammenschluss mit der Venda Independence Party ab.
Mphephu starb am 17. April 1988 im Alter von 64 Jahren an einem multiplen Organversagen. Es kamen Gerüchte bezüglich einer unnatürlichen Todesursache auf. Eine Obduktion ergab jedoch keinen Hinweis auf eine herbeigeführte Vergiftung. Er wurde außerhalb des Homelands in Songozwi (bei Louis Trichardt) in einer traditionellen Ruhestätte der Venda-Chiefs begraben. An der öffentlichen Begräbnisfeier im Independence Stadium von Thohoyandou nahmen etwa 15.000 Menschen teil. Der damalige südafrikanische Außenminister Pik Botha war ebenfalls anwesend.
Seine Nachfolge in diesem Amt trat Finanzminister Frank Ravele an, der ein Cousin des Verstorbenen war. Seine Wahl erfolgte am 10. Mai 1988 in der Venda National Assembly. In der Funktion des Königs der Venda folgte ihm sein Sohn Tshimangadzo, der den Titel King Dimbanyika Thohoyandou II. annahm.